# Воропай Олекса Іванович
Оле́кса Іва́нович Воропай (літературний псевдонім Олекса Степовий;  10 жовтня 1913, Одеса — 20 липня 1989, Лідс, Англія) — український етнограф, фольклорист, біолог, мемуарист і письменник в еміграції. Доктор слов'янської етнології (1958) та біології (1961). Дійсний член Королівського антропологічного інституту Великої Британії та Ірландії, Української вільної академії наук (Нью-Йорк), член Ботанічного товариства Британських Островів, Центру для письменників в екзилі Міжнародного ПЕН-клубу, Ради Союзу Українців у Великій Британії (1959-60 р.), довголітній член контрольної комісії Товариства українських літераторів у Великій Британії. Автор багатьох праць з етнографії, фольклору та мемуаристики. Зробив внесок у розвиток української геортології.

## Життєпис
Народився 10 жовтня (27 вересня за юліанським календарем) 1913 року в Одесі в родині звільненого в запас армії старшого унтер-офіцера Івана Захаровича Воропаєва та його дружини Олени Остапівни. Батько був з селян Петропавловської волості Самарської губернії та повіту (історичний Жовтий клин).
1917 року батько емігрував, родина за радянських часів перебувала у списку «неблагонадійних». Мати з чотирма дітьми переїжджає до свого села Надлук.
1933 року закінчує сільськогосподарський технікум, працював агрономом на Вінниччині. Студіював агрономію в Уманському сільськогосподарському інституті, проте його виключили з цього закладу на першому курсі.
1937 року починає збирати етнографічні та фольклорні матеріали.
Закінчив Московську аграрну академію (1938).
1940—1941 рр. навчався на філологічному факультеті Одеського університету.
З 1944 року в еміграції разом з дружиною Бондаренко. Перебували у таборах для переміщених осіб Авґсбурґа та Гальденбурга.
1944 року опубліковано його перші статті — в українських журналах «Дозвілля» та «Український вісник».
1946 року подружжя поступає до Українського вільного університету.
1948 роком родина виїздить до Великої Британії, Олексій працював робітником на текстильній фабриці міста Олдем. З 1949 року проживають в Лондоні.
Працював у бібліотеці Британського музею у Лондоні. 1957 року здобув звання доктора Слов'янської Етнології.
Входив до складу редакційної колегії журналу «Українська Думка». З 1960 року почав друкуватися в журналі «Визвольний шлях».
1961 року захистив дисертацію на звання доктора природничих наук.
Згодом працював старшим науковим співробітником слов'янського відділу Науково-технічної бібліотеки Великої Британії на Півночі Англії.
Наукову роботу продовжував і після виходу на пенсію. Помер 1989 року в Лондоні[джерело?], згідно інших даних, у Лідсі.
Був членом таких наукових організацій:
- Інституту Біологів Великої Британії;
- Ботанічного Товариства Великої Британії;
- Королівського Інституту Антропологів (і Етнографів) Великої Британії;
- Доцент Катедри Етнографії Українського Вільного Університету;
- Керівник секції Етнографії Української Вільної Академії Наук (УВАН) в Мюнхені.

## Головні друковані праці
В Аугсбурзі і під псевдонімом Олекса Степовий він надрукував сім книжок — «Вогні в церкві (Українські народні легенди, записані в Україні 1942—1943 рр.)», «Українські народні танці», «Звичаї нашого народу», «Ясир» та ін. Головна праця Олекса Воропая — двотомний етнографічний нарис «Звичаї нашого народу» (1966, Мюнхен), в якому ретельно підібрано звичаї та обряди різних регіонів України, що пов'язані з народним та релігійним календарями.
З української етнографії:
- Українські народні танці: Етнографічний нарис [Архівовано 26 лютого 2021 у Wayback Machine.]. Авґсбурґ, 1946.31 с.
- Звичаї нашого народу: Етнографічний нарис. Ч.1 [Архівовано 26 січня 2021 у Wayback Machine.]. Авґсбурґ, 1946. 33 с.
- Звичаї нашого народу: Етнографічний нарис. Ч.3 [Архівовано 26 січня 2021 у Wayback Machine.]. Авґсбурґ, 1946. 33 с.
- Ясир: Листи, оповідання і народна творчість у німецькій неволі [Архівовано 24 жовтня 2020 у Wayback Machine.]. Мюнхен: Гільце, 1947. 64 с. (друге доповнене видання — Лондон, 1966).
- Українські народні приповідки. Лондон, 1952.
- Українські народні загадки. Лондон, 1955.
- Звичаї нашого народу. Том І. Мюнхен, 1958.
- Звичаї нашого народу. Том II. Мюнхен, 1966.
- Етнографія: Наука про націю. «Визвольний Шлях», Лондон, 1963.
- Звичаї нашого народу (перевидання двох томів), Київ, Університетське видавництво ПУЛЬСАРИ, 2012.

З природознавства:
- Цілюще зілля. «Визвольний Шлях», Лондон 1963-64.
- Процеси видотворення в концепції Д. Т. Лисенка. «Визвольний Шлях», Лондон, 1965.
- Генетика і мічуринський напрямок в біології. «Визвольний Шлях», Лондон, 1965.

Повісті і спогади:
- З минулого [Архівовано 7 червня 2020 у Wayback Machine.]. Авґсбурґ, 1946. 16 с.
- В дорозі на Захід: шоденник утікача. 1970
- В дев'ятім крузі… Спогади про 1933 рік. Лондон, 1953.
- Пригоди Марка Чубатого. Лондон, 1954.
- The Ninth Circle. Scenes from the Hunger tragedy of Ukraine in 1933. London: Ukrainian Youth Association in Great Britain
- The Ninth Circle: In Commemoration of the Victims of the Famine of 1933. Harvard Ukrainian Research Institute, Cambridge, Massachusetts, 1983.